# Aridelus tungpuensis
Aridelus tungpuensis är en stekelart som beskrevs av Chou 1987. Aridelus tungpuensis ingår i släktet Aridelus och familjen bracksteklar. Inga underarter finns listade.